# Blaise Sonnery
Blaise Sonnery (L'Arbresle, 21 marzo 1985) è un ex ciclista su strada francese, professionista dal 2007 al 2009 e nel 2012.

## Carriera
Fra i Dilettanti Under-23 gareggia prima con la CR4C Roanne e poi per due stagioni con la Chambéry Cyclisme Formation; si mette in evidenza soprattutto grazie ad alcuni successi e piazzamenti al Tour des Pays de Savoie e alla Ronde de l'Isard d'Ariège, e con il terzo posto ai campionati francesi in linea Under-23 nel 2006.
La sua carriera da professionista inizia nel 2007 con l'AG2R Prévoyance; non coglie successi, ma nel 2008 e nel 2009 partecipa al Giro d'Italia concludendo in entrambe le occasioni la corsa. Nel 2010 ritorna a correre fra i dilettanti, prima con la Creusot Cyclisme, e l'anno dopo tra le file del Velo Club Caladois. Nel 2012 gareggia quindi con la Bridgestone-Anchor, squadra Continental giapponese, tornando al Caladois nella stagione successiva.
Annuncia al ritiro dall'attività al termine della stagione 2015, dopo due anni alla dilettantistica Bourg-en-Bresse Ain.

## Palmarès
- 2005

3ª tappa Tour des Pays de Savoie (Saint-Colomban-des-Villards)
Classifica generale Tour des Pays de Savoie
- 2006

5ª tappa Ronde de l'Isard d'Ariège

## Piazzamenti

### Grandi Giri
- Giro d'Italia

2008: 91º
2009: 62º